# 真相夜線
《真相夜線》是由豬瀨直樹負責原作、弘兼憲史繪製的日本漫畫作品。於小學館漫畫雜誌《Big Comic Original》1991年9月20日號至1995年7月20日號期間連載。單行本全10卷。故事圍繞在新聞節目製作人日野湧介追求新聞真相、調查報導、製作節目，並從每一次的新聞事件中獲得反省呈現登場角色們正反兩極的心境，漫畫內容涉及了新聞自由、新聞學，甚至是攝影記者的道德倫理。

## 劇情簡介
日本 CBS 電視公司旗下在深夜11點59分播出的新聞節目《真相夜線》，以簡短11分鐘的時間針對當日所發生的新聞做深度報導，主角為該節目製作人、新聞從業人員日野湧介，帶著追求真相的熱誠和對新聞線的敏銳，找出事件的切入點，並帶領團隊工作人員，用最少的時間，揭開事件的核心。由於執著於事件的真相、不隨意受到壓力而妥協，並無法得到公司內部上層的重視。儘管收視率高漲卻被高層利益交換而遭砍節目，然而日野為了這個節目奔走，在資金及設備均有限的情況下，新聞專門台「TOKYO 24TV」終於成立，承繼《真相夜線》的使命，繼續為探求新聞真相展開無止境的挑戰。

## 登場人物
- 日野湧介：事實上的主角，CBS 電視台社員及《真相夜線》製作人
- ：《真相夜線》主播，因為容貌美艷，時常被同電視台其他節目或其他公司挖角。
- 吉岡：CBS 電視台新員工，一進公司就被分配到《真相夜線》成為日野部下的雜工。
- ：美國新聞台 UNN 社長，為了進軍日本而挖角山口惠莉。
- 關谷進：CBS 電視台專務董事，原為郵政省的官僚卻被空降到 CBS 電視台任職。
- 梶木：日野認識許久的親友，目前發行新聞週刊誌報導永田町的幕後情報。

## 出版書籍
單行本
| 卷數 | 小學館         | 小學館                 | 尖端出版       | 尖端出版           | 文化傳信 | 文化傳信           |
| 卷數 | 發售日期       | ISBN                   | 發售日期       | ISBN               | 發售日期 | ISBN               |
| ---- | -------------- | ---------------------- | -------------- | ------------------ | -------- | ------------------ |
| 1    | 1992年5月29日  | ISBN 978-4-09-182831-6 | 1997年3月31日  | ISBN 957-10-0929-6 |          | ISBN 962-500-800-4 |
| 2    | 1992年9月30日  | ISBN 978-4-09-182832-3 | 1997年4月30日  | ISBN 957-10-0960-1 | 8月8日   | ISBN 962-500-801-2 |
| 3    | 1992年12月19日 | ISBN 978-4-09-182833-0 | 1997年5月31日  | ISBN 957-10-1006-5 | 9月19日  | ISBN 962-500-802-0 |
| 4    | 1993年6月30日  | ISBN 978-4-09-182834-7 | 1997年6月30日  | ISBN 957-10-1053-7 | 10月24日 | ISBN 962-500-803-9 |
| 5    | 1993年10月29日 | ISBN 978-4-09-182835-4 | 1997年8月31日  | ISBN 957-10-1157-6 |          | ISBN 962-500-804-7 |
| 6    | 1994年5月30日  | ISBN 978-4-09-182836-1 | 1997年9月30日  | ISBN 957-10-1198-3 |          |                    |
| 7    | 1994年11月30日 | ISBN 978-4-09-182837-8 | 1997年10月31日 | ISBN 957-10-1229-7 |          |                    |
| 8    | 1995年7月29日  | ISBN 978-4-09-182838-5 | 1998年2月28日  | ISBN 957-10-1422-2 |          |                    |
| 9    | 1995年9月30日  | ISBN 978-4-09-182839-2 | 1998年3月31日  | ISBN 957-10-1449-4 |          |                    |
| 10   | 1995年11月30日 | ISBN 978-4-09-182840-8 | 1998年6月30日  | ISBN 957-10-1577-6 |          |                    |

文庫版
| 卷數 | 小學館         | 小學館             |
| 卷數 | 發售日期       | ISBN               |
| ---- | -------------- | ------------------ |
| 1    | 2001年7月17日  | ISBN 4-09-192601-0 |
| 2    | 2001年8月10日  | ISBN 4-09-192602-9 |
| 3    | 2001年9月18日  | ISBN 4-09-192603-7 |
| 4    | 2001年10月16日 | ISBN 4-09-192604-5 |
| 5    | 2001年11月16日 | ISBN 4-09-192605-3 |
| 6    | 2001年12月14日 | ISBN 4-09-192606-1 |
| 7    | 2002年1月18日  | ISBN 4-09-192607-X |

## 爭議事件
|                     | 真相夜線是描寫新聞報導應有的樣子之作品，卻在日本電視台被愚蠢劇作家拍成看起來廉價的新聞報導主題戲劇。從原作中獲得靈感卻自得其樂認為是原創作品。 |
| ——豬瀨直樹，Twitter | |

日本電視台在2000年10月11日播出了由劇作家伴一彥撰寫的連續劇作品《新聞最前線》後，撰寫《真相夜線》時任東京都知事的豬瀨直樹於2012年10月22日在 Twitter 上發推質疑《新聞最前線》為抄襲《真相夜線》的盜作，因推文中寫著「被愚蠢的劇作家拍成廉價的新聞故事劇」惹怒劇作家，伴一彥便在 Twitter 和 Facebook 發表聲明、並向豬瀨直樹遞交質問書，要求其解釋並刪除該推文、然後道歉，如未在期限內獲得回覆，將提起訴訟。質問書要求回答的內容包括「誰是愚蠢劇作家？」「改編哪一齣戲？」「根據甚麼來判定那部戲抄襲《真相夜線》？」，豬瀨直樹無正面回應，2013年3月14日發行的《週刊新潮》刊載豬瀨直樹接受訪問時回答「我並沒有評論，並不曉得這件事情。」看完週刊報導後的伴一彥決定提起訴訟，並要求550萬日圓的名譽損害賠償，並在2013年3月28日召開記者會說明。
2014年3月26日豬瀨直樹與伴一彥以豬瀨直樹在 Twitter 發佈道歉啟事為條件，在東京地方裁判所達成和解，根據伴一彥的律師表示，如果豬瀨直樹明確在推文內容表達盜版的說詞並無根據，僅需支付100萬日圓。2014年4月1日，豬瀨直樹在 Twitter 發佈道歉啟事，明確寫出自己並無根據就指責《新聞最前線》為盜版，並且用和「盜作」用詞造成了伴一彥的名譽毀損，推文發佈不久，伴一彥也引用了其推文並表示，這並不是愚人節笑話，事情就此落幕。